# Golem Grad
Ne doit pas être confondue avec l'île des Serpents (Ukraine) en mer Noire
Golem Grad (en macédonien : Голем Град, littéralement « grande ville »), également connue sous les noms de Saint-Pierre (νησίδα Άγιος Πέτρος) et d'île aux Serpents, est une île lacustre de Macédoine du Nord (l'unique île du pays), située sur le lac Prespa à quelques kilomètres des frontières albanaise et grecque. Elle fait partie de la municipalité de Resen. Sa superficie est de 18 ha. On y trouve des traces d'occupation remontant au Néolithique, des ruines antiques et les fondations de plusieurs églises de l'époque byzantine. L'île abrite plusieurs types de communautés animales, notamment des couleuvres,.
En août 2008 l'île, qui appartient au parc national de Galitchitsa, a été ouverte aux touristes et des visites guidées y sont organisées.

## Description
Golem Grad a une superficie de 18 hectares pour 600 m de long et 350 m de large. L'île est inhabitée depuis plusieurs siècles. Le bateau est le seul moyen d'y accéder. Le village le plus proche est Konjsko, séparé de l'île par environ deux kilomètres de traversée.

Carte de Golem Grad avec l'emplacement des ruines et des sites archéologiques.